# 弗勒呂斯島
64°34′S 62°13′W / 64.567°S 62.217°W
弗勒呂斯島（Fleurus Island），是南極洲的島嶼，位於葛拉漢地西岸，處於德萊特島以南1公里的威爾米納灣，在1950年被繪入阿根廷地圖，現時由南極條約體系管理。